# Roland Surrugue
Roland Surrugue (* 6. August 1938 in Saint-Germain-en-Laye; † 28. Juni 1997 in Sengeløse Kommune, Dänemark) war ein französischer Radrennfahrer.

## Sportliche Laufbahn
Surrugue war Bahnradfahrer und Teilnehmer der Olympischen Sommerspiele 1960 in Rom.
Dort startete er im Tandemrennen und belegte beim Sieg von Giuseppe Beghetto und Sergio Bianchetto mit Michel Scob als Partner den 5. Rang. 1958 wurde er Zweiter in der Internationalen Omnium-Meisterschaft von Berlin mit André Gruchet als Partner.und bestritt mit der Nationalmannschaft mehrere Länderkämpfe im Bahnradsport.